# Campionati del mondo di ciclismo su pista 2022 - Americana maschile
La gara di americana maschile ai Campionati del mondo di ciclismo su pista 2022 si è svolta il 16 ottobre 2022 su un percorso di 200 giri per un totale di 50 km con sprint intermedi ogni 10 giri, di cui l'ultimo con punti doppi.
Hanno preso il via 18 coppie, di cui 13 hanno completato la gara.

## Podio
| Pos.    | Atleta                                  | Nazionalità   |
| ------- | --------------------------------------- | ------------- |
| Oro     | Donavan Grondin Benjamin Thomas         | Francia       |
| Argento | Ethan Hayter Oliver Wood                | Gran Bretagna |
| Bronzo  | Fabio Van Den Bossche Lindsay De Vylder | Belgio        |

## Risultati
| Posizione | Nazione       | Atleti                                  | Punti giri | Punti sprint | Totale |
| --------- | ------------- | --------------------------------------- | ---------- | ------------ | ------ |
| 1         | Francia       | Donavan Grondin Benjamin Thomas         | 20         | 45           | 65     |
| 2         | Gran Bretagna | Ethan Hayter Oliver Wood                | 20         | 27           | 47     |
| 3         | Belgio        | Fabio Van Den Bossche Lindsay De Vylder | 20         | 23           | 43     |
| 4         | Italia        | Simone Consonni Michele Scartezzini     | 20         | 21           | 41     |
| 5         | Paesi Bassi   | Yoeri Havik Jan-Willem van Schip        | 20         | 17           | 37     |
| 6         | Portogallo    | Rui Oliveira Ivo Oliveira               | 20         | 7            | 27     |
| 7         | Giappone      | Shunsuke Imamura Kazushige Kuboki       | 20         | 5            | 25     |
| 8         | Germania      | Roger Kluge Theo Reinhardt              | 0          | 24           | 24     |
| 9         | Nuova Zelanda | Campbell Stewart Aaron Gate             | 0          | 20           | 20     |
| 10        | Australia     | Kelland O'Brien Sam Welsford            | 0          | 16           | 16     |
| 11        | Danimarca     | Michael Mørkøv Niklas Larsen            | 0          | 15           | 15     |
| 12        | Svizzera      | Lukas Rüegg Claudio Imhof               | 0          | 8            | 8      |
| 13        | Canada        | Dylan Bibic Mathias Guillemette         | -20        | 2            | -18    |
| -         | Polonia       | Bartosz Rudyk Szymon Sajnok             | DNF        | DNF          | DNF    |
| -         | Stati Uniti   | Peter Moore Eddy Huntsman               | DNF        | DNF          | DNF    |
| -         | Rep. Ceca     | Denis Rugovac Daniel Babor              | DNF        | DNF          | DNF    |
| -         | Argentina     | Facundo Lezica Iván Ruiz                | DNF        | DNF          | DNF    |
| -         | Messico       | Ricardo Peña Jorge Peyrot               | DNF        | DNF          | DNF    |

Nota:
 DNF = ritirati